# Gymnasien Meran
Die Gymnasien Meran (kurz gymme) sind der 2011 verwirklichte Zusammenschluss der zuvor selbständigen Schulen Pädagogisches Gymnasium „Josef Ferrari“ und Humanistisches Gymnasium „Beda Weber“ in der Südtiroler Stadt Meran.

## Bildungsangebote
Die Schuldirektion umfasst sechs Bildungsangebote des italienischen Schultyps Gymnasium:
- Sozialwissenschaftliches Gymnasium
- Sozialwissenschaftliches Gymnasium mit Landesschwerpunkt Musik
- Sozialwissenschaftliches Gymnasium mit Schwerpunkt Bewegung und Sport
- Klassisches Gymnasium
- Sprachengymnasium
- Kunstgymnasium mit Fachrichtung Grafik

## Geschichte

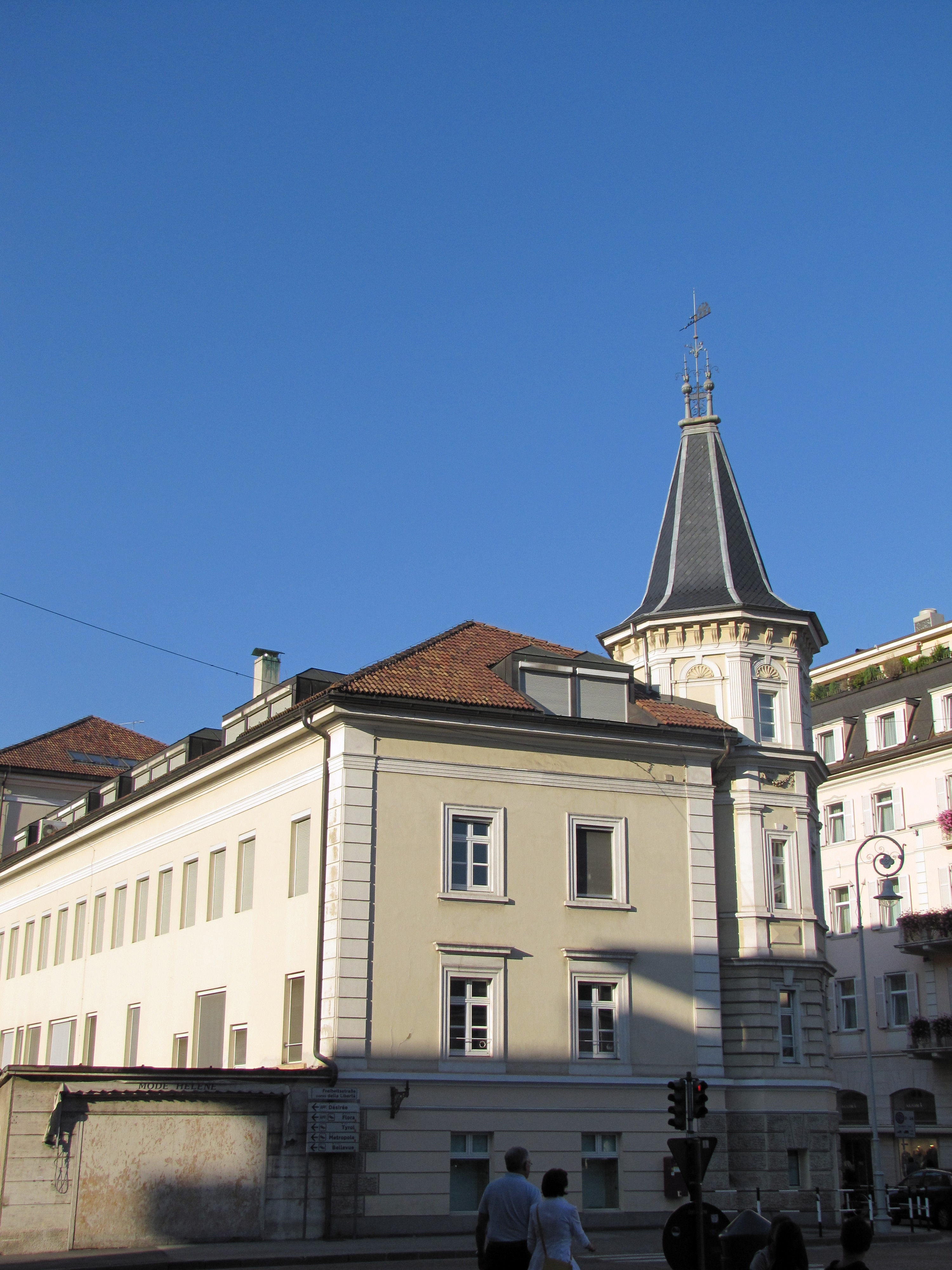
Sitz des alten Humanistischen Gymnasiums „Beda Weber“

Im Dezember 2010 beschloss die Südtiroler Landesregierung, die Direktionen des Beda-Weber-Gymnasiums und des Josef-Ferrari-Gymnasiums zusammenzuschließen. Die Gründung der Gymnasien Meran wurde mit dem Beginn des Schuljahres 2011/2012 wirksam.